# 新治駅
新治駅（にいはりえき）は、茨城県筑西市新治にある、東日本旅客鉄道（JR東日本）水戸線の駅である。

## 歴史

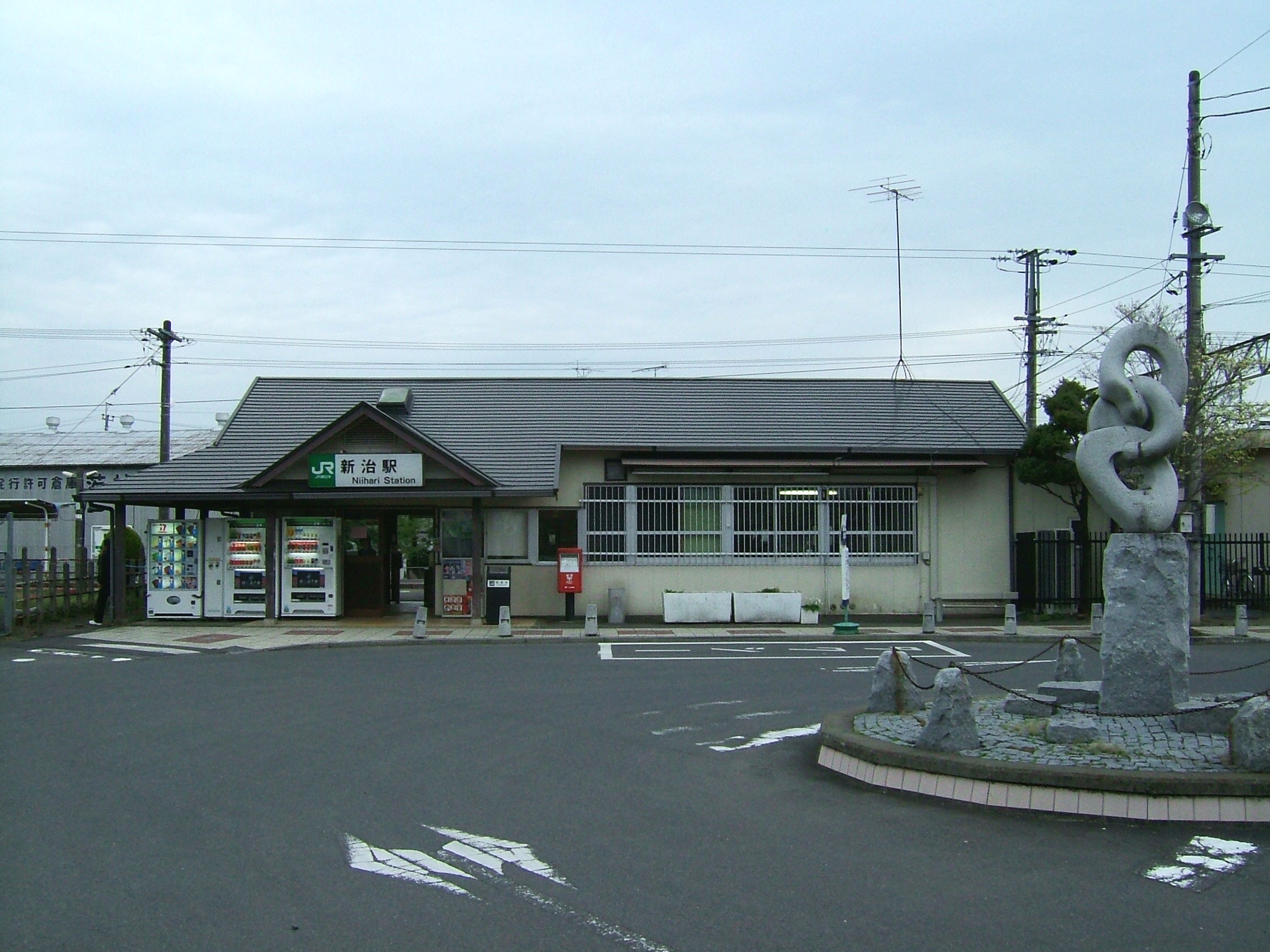
旧駅舎（2008年4月）

- 1895年（明治28年）9月25日：日本鉄道の駅として開設[2]。
- 1906年（明治39年）11月1日：国有化[2]。
- 1909年（明治42年）10月12日：線路名称制定により、水戸線の駅となる。
- 1984年（昭和59年）2月1日：貨物・荷物扱い廃止[2]。
- 1987年（昭和62年）4月1日：国鉄分割民営化に伴い、JR東日本の駅となる[2]。
- 2001年（平成13年）11月18日：ICカード「Suica」供用開始。
- 2018年（平成30年）3月16日：みどりの窓口営業終了[3]。
- 2020年（令和2年）10月1日：無人駅化。
- 2021年（令和3年）3月6日：新駅舎使用開始[4]。

## 駅構造
単式ホーム1面1線と島式ホーム1面2線、計2面3線を有する地上駅である。両ホームは跨線橋で連絡している。
水戸統括センター（下館駅）管理の無人駅

### のりば
| 番線 | 路線    | 方向 | 行先           |
| ---- | ------- | ---- | -------------- |
| 1    | ■水戸線 | 下り | 友部・水戸方面 |
| 2・3 | ■水戸線 | 上り | 小山方面       |

（出典：JR東日本:駅構内図）

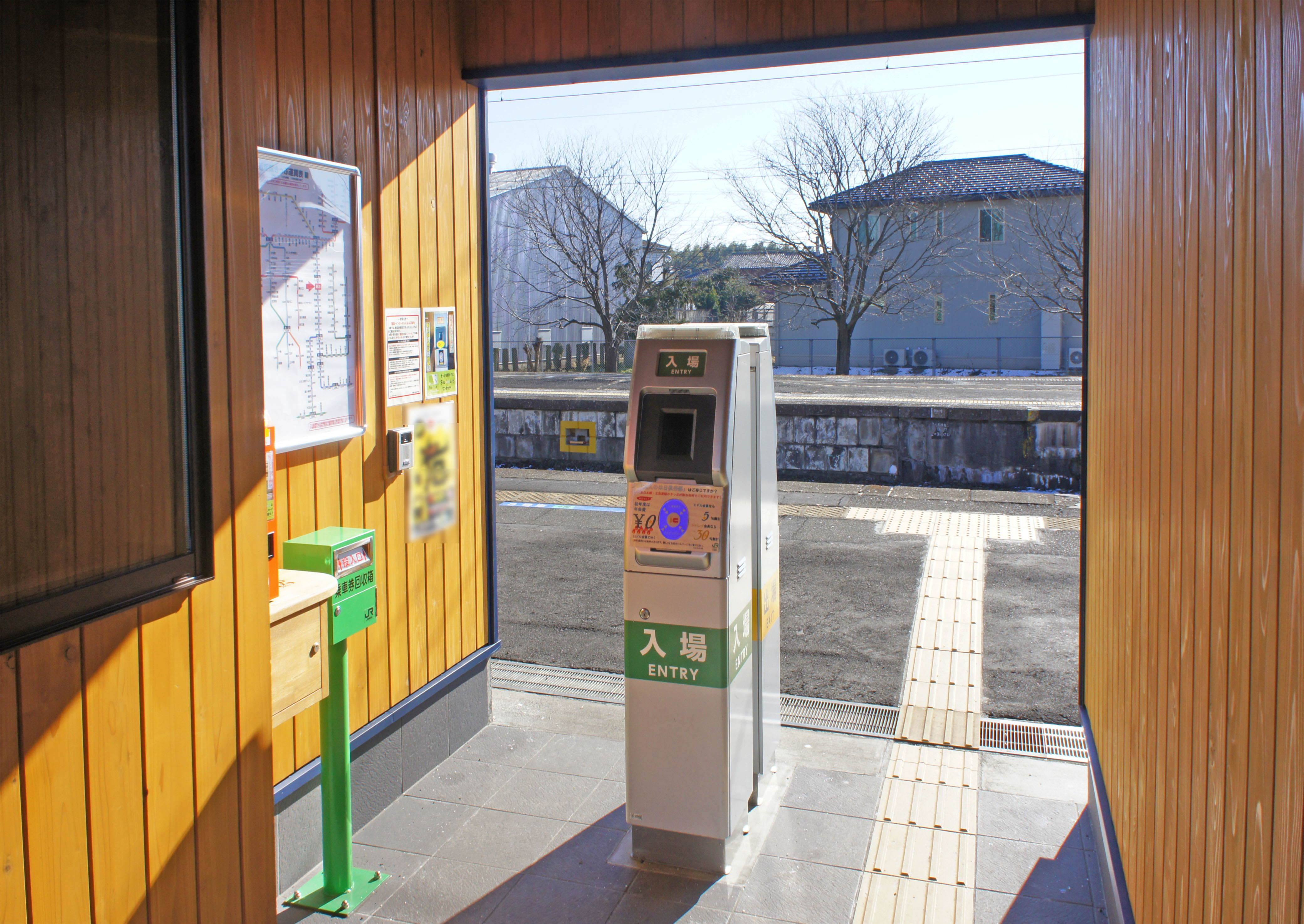
改札口（2022年1月）
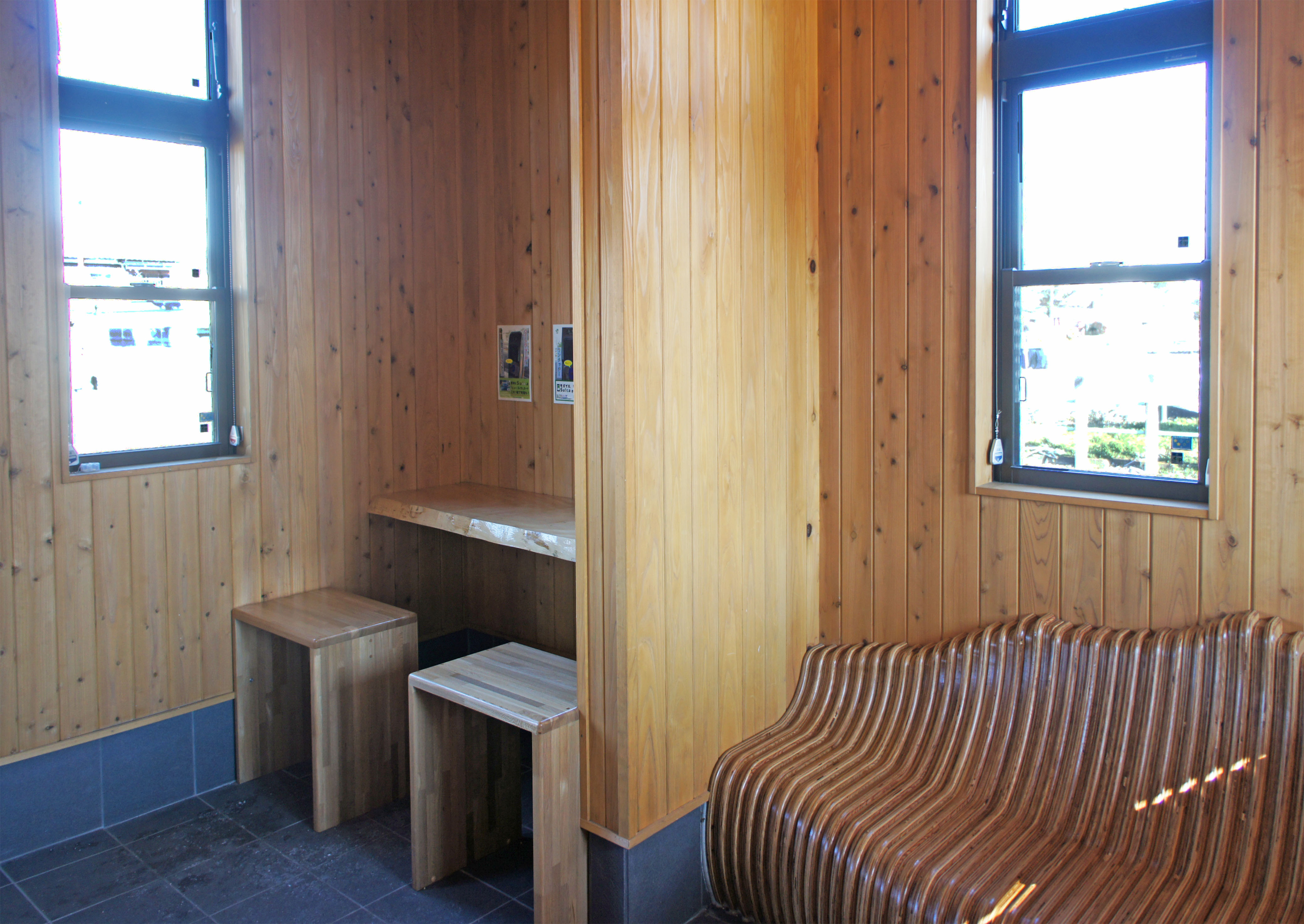
待合室（2022年1月）
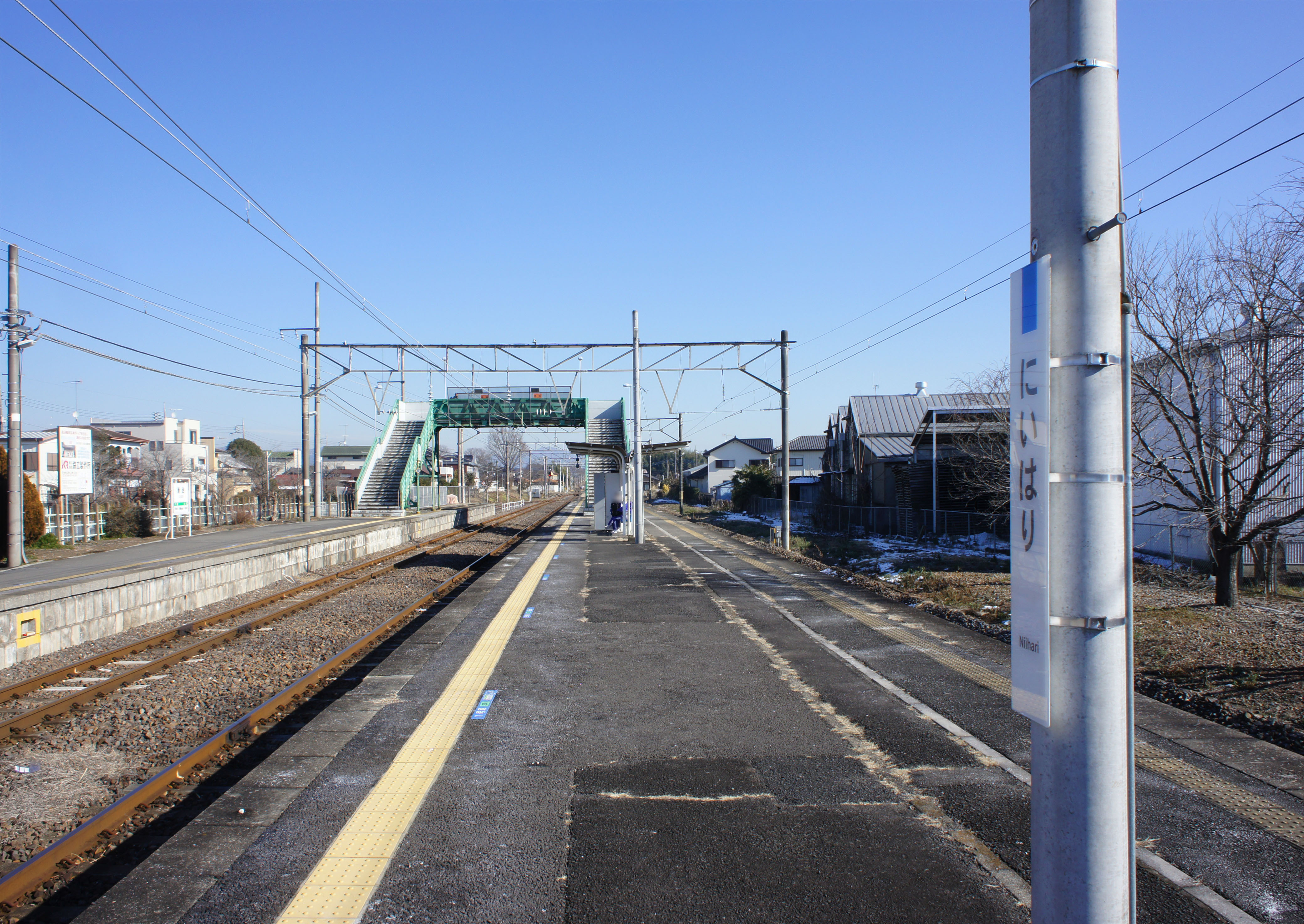
ホーム（2022年1月）

## 利用状況
JR東日本によると、2000年度（平成12年度） - 2019年度（令和元年度）の1日平均乗車人員の推移は以下の通り。
| 乗車人員推移       | 乗車人員推移     | 乗車人員推移    |
| 年度               | 1日平均 乗車人員 | 出典            |
| ------------------ | ---------------- | --------------- |
| 2000年（平成12年） | 1,066            | [ 利用客数 1 ]  |
| 2001年（平成13年） | 1,052            | [ 利用客数 2 ]  |
| 2002年（平成14年） | 970              | [ 利用客数 3 ]  |
| 2003年（平成15年） | 925              | [ 利用客数 4 ]  |
| 2004年（平成16年） | 882              | [ 利用客数 5 ]  |
| 2005年（平成17年） | 837              | [ 利用客数 6 ]  |
| 2006年（平成18年） | 803              | [ 利用客数 7 ]  |
| 2007年（平成19年） | 785              | [ 利用客数 8 ]  |
| 2008年（平成20年） | 793              | [ 利用客数 9 ]  |
| 2009年（平成21年） | 698              | [ 利用客数 10 ] |
| 2010年（平成22年） | 672              | [ 利用客数 11 ] |
| 2011年（平成23年） | 623              | [ 利用客数 12 ] |
| 2012年（平成24年） | 632              | [ 利用客数 13 ] |
| 2013年（平成25年） | 630              | [ 利用客数 14 ] |
| 2014年（平成26年） | 600              | [ 利用客数 15 ] |
| 2015年（平成27年） | 625              | [ 利用客数 16 ] |
| 2016年（平成28年） | 608              | [ 利用客数 17 ] |
| 2017年（平成29年） | 626              | [ 利用客数 18 ] |
| 2018年（平成30年） | 640              | [ 利用客数 19 ] |
| 2019年（令和元年） | 581              | [ 利用客数 20 ] |

## 駅周辺
周辺は旧・協和町中心部に当たる。
- 茨城県道45号つくば真岡線
- 筑西市役所協和支所（旧・協和町役場）
- 協和郵便局
- 新治郡衙跡

## 隣の駅
東日本旅客鉄道（JR東日本）
■水戸線
下館駅 - 新治駅 - 大和駅

### 記事本文
1. 1 2 3  『週刊 JR全駅・全車両基地』 05号 上野駅・日光駅・下館駅ほか92駅、朝日新聞出版〈週刊朝日百科〉、2012年9月9日、28頁。
2. 1 2 3 4 5  石野哲 編『停車場変遷大事典 国鉄・JR編 II』（初版）JTB、1998年10月1日、466頁。ISBN 978-4-533-02980-6。
3. ↑  “駅の情報（新治駅）：JR東日本”.   東日本旅客鉄道. 2018年3月7日時点のオリジナルよりアーカイブ。2018年3月7日閲覧。
4. ↑  『水戸線新治駅新駅舎の供用開始について』（PDF）（プレスリリース）東日本旅客鉄道水戸支社、2021年2月19日。オリジナルの2021年2月19日時点におけるアーカイブ。2021年2月19日閲覧。

### 利用状況
1. ↑  “各駅の乗車人員（2000年度）”.   東日本旅客鉄道. 2019年3月9日閲覧。
2. ↑  “各駅の乗車人員（2001年度）”.   東日本旅客鉄道. 2019年3月9日閲覧。
3. ↑  “各駅の乗車人員（2002年度）”.   東日本旅客鉄道. 2019年3月9日閲覧。
4. ↑  “各駅の乗車人員（2003年度）”.   東日本旅客鉄道. 2019年3月9日閲覧。
5. ↑  “各駅の乗車人員（2004年度）”.   東日本旅客鉄道. 2019年3月9日閲覧。
6. ↑  “各駅の乗車人員（2005年度）”.   東日本旅客鉄道. 2019年3月9日閲覧。
7. ↑  “各駅の乗車人員（2006年度）”.   東日本旅客鉄道. 2019年3月9日閲覧。
8. ↑  “各駅の乗車人員（2007年度）”.   東日本旅客鉄道. 2019年3月9日閲覧。
9. ↑  “各駅の乗車人員（2008年度）”.   東日本旅客鉄道. 2019年3月9日閲覧。
10. ↑  “各駅の乗車人員（2009年度）”.   東日本旅客鉄道. 2019年3月9日閲覧。
11. ↑  “各駅の乗車人員（2010年度）”.   東日本旅客鉄道. 2019年3月9日閲覧。
12. ↑  “各駅の乗車人員（2011年度）”.   東日本旅客鉄道. 2019年3月9日閲覧。
13. ↑  “各駅の乗車人員（2012年度）”.   東日本旅客鉄道. 2019年3月9日閲覧。
14. ↑  “各駅の乗車人員（2013年度）”.   東日本旅客鉄道. 2019年3月9日閲覧。
15. ↑  “各駅の乗車人員（2014年度）”.   東日本旅客鉄道. 2019年3月9日閲覧。
16. ↑  “各駅の乗車人員（2015年度）”.   東日本旅客鉄道. 2019年3月9日閲覧。
17. ↑  “各駅の乗車人員（2016年度）”.   東日本旅客鉄道. 2019年3月9日閲覧。
18. ↑  “各駅の乗車人員（2017年度）”.   東日本旅客鉄道. 2019年7月9日閲覧。
19. ↑  “各駅の乗車人員（2018年度）”.   東日本旅客鉄道. 2019年7月9日閲覧。
20. ↑  “各駅の乗車人員（2019年度）”.   東日本旅客鉄道. 2020年7月12日閲覧。